# Fésűs Menyhért
Fésűs Menyhért (Nagykálló, 1802 – Nagybánya, 1874. december 13.) orvos, polgármester.

## Élete
Fésűs György pozsonyi akadémiai jogtanár nagybátyja volt. Szabolcs megyei nemesi családból származott. Iskoláit Nagykárolyban kezdte és a pesti egyetemen végezte, ahol 1829-ben orvosi oklevelet nyert. Már 1830-ban mint megválasztott városi orvos Nagybányán telepedett le, majd 12 évi gyakorlat után az orvosi pályától elhagyta és előbb a város tanácsosává, 1848-ban pedig az újonnan szervezett tanácsban polgármesternek választatott meg.

## Munkái
- Értekezés az ember testi neveléséről. Pest, 1829.

Archaeologiai leveleket közölt az Archaeol. Értesítőben (1872).